# Christoph Baumgartner
Christoph Baumgartner (Horn - 1 de agosto de 1999) é um futebolista profissional austríaco que joga como meio-campista do RB Leipzig da Bundesliga e da seleção nacional da Áustria.[carece de fontes?]

## Carreira do clube
Em janeiro de 2019, Baumgartner foi promovido ao time principal do Hoffenheim de 1899. Ele fez sua estreia pelo Hoffenheim na Bundesliga em 11 de maio de 2019, entrando como substituto do Nadiem Amiri no intervalo na derrota em casa por 0-1 contra o Werder Bremen .

## Seleção
Baumgartner alinhou pelas várias seleções juvenis austríacas, desde as seleções sub-15 até as sub-19 . Em abril de 2016, foi incluído na convocatória da Áustria para o Campeonato da Europa de Sub-17 de 2016, no Azerbaijão. Ele marcou os dois gols na vitória da Áustria por 2 a 0 em sua partida de estreia contra a Bósnia e Herzegovina, com o time conseguindo chegar às quartas de final antes de perder para Portugal .
Ele fez sua estreia nos sub-21 em 10 de novembro de 2017, entrando como substituto para Mathias Honsak aos 87 minutos do jogo de qualificação do Campeonato da Europa de Sub-21 de 2019 contra a Sérvia, que terminou com uma derrota em casa por 1–3.[carece de fontes?]

## Vida pessoal
O irmão mais velho Dominik, também é jogador de futebol profissional da Áustria.